# Usłane różami
Usłane rózami – amerykański melodramat z 1996 roku.

## Główne role
- Christian Slater – Lewis Farrell
- Mary Stuart Masterson – Lisa Walker
- Pamela Adlon – Kim
- Josh Brolin – Danny
- Brian Tarantina – Randy
- Mary Alice - Alice
- Kenneth Cranham - Simon
- Ally Walker - Wendy
- Gina Torres - Francine
- Nick Tate - Bayard
- Víctor Sierra - Jimmy